# Clownbarb
Clownbarb (Puntius everetti) är en fiskart som först beskrevs av Boulenger, 1894.  Clownbarb ingår i släktet Puntius och familjen karpfiskar. Inga underarter finns listade i Catalogue of Life.